# ワルター・ハーリヒ
ワルター・ハーリヒ（Walther Harich,　1888年1月30日 - 1931年12月14日）はドイツの文学研究者、小説家、推理作家。

## 経歴
1888年、モロングで版画店を営む父のもとに生まれる。兵役に就いた後、1909年から1914年までベルリン、ケーニヒスベルク、フライブルクで哲学を学び、フライブルク大学にE.T.A.ホフマンに関する論文を提出して博士号を取得した。第一次世界大戦に従軍。
1915年にチェンバロ奏者のエータ・ハーリヒ＝シュナイダーと結婚。1920年よりミュンヘンに住み、トーマス・マンと知り合い、またクラバンド(Klabund)などと交友した。

## 研究内容・業績
- 研究者としては、E.T.A.ホフマンの研究者として知られる。
- 文学研究の傍ら小説も執筆した。日本においては1934年に"Dorette Lächelt"の翻訳が『妖女ドレッテ』の邦題で『新青年』に掲載され、江戸川乱歩らに高く評価された。

## 家族・親族
- 妻：エータ・ハーリヒ＝シュナイダー(Eta (Margarete) Harich-Schneider)はチェンバロ奏者、音楽学者、日本学者。
- 息子：ヴォルフガング・ハーリヒ（Wolfgang Harich, 1923年12月9日-1995年3月15日）は東ドイツの哲学者、ジャーナリスト。
- 娘：リリ・ハーリヒ(1916–1960年)
- 娘：スザンヌ・・ハーリヒ(1918–1950年)。ケルコフと結婚した。

## 著作
- 1929年 "Die drei um Edith"

邦題『妖女エディト』
- 1930年 "Dorette Lächelt"

邦題『妖女ドレッテ』（稲木勝彦訳, 『新青年』春季増刊号,1934年／東京創元社［世界推理小説全集］,1959年）
- 1939年 "Ursula schwebt vorüber"